# 巴图张嘎
巴图张嘎（1974年11月23日—），蒙古族，中国内蒙古的鄂尔多斯蒙藏医药学校创始人，在蒙古国申请政治避难期间，被中国警方带回原居住地。内蒙古鄂尔多斯市东胜区人民法院2011年1月27日，以挪用特定款物罪，判处张嘎有期徒刑3年，缓期4年执行。

## 办学
巴图张嘎1990年代初期从事出口服装贸易生意。2001年创办鄂尔多斯蒙藏医药学校，先后共设有藏医、蒙医药剂，蒙藏翻译，蒙藏护理等五个专业。巴图张嘎的学校曾经得到当地政府的扶贫款项支持。学校从开始的5名学生发展到近300名学生。2008年西藏314事件之后，他的蒙藏学校受到政府的怀疑，政府最后收回了拨给他的土地，造成他无法继续办学，迫于压力他只有远走他乡。

## 申请政治庇护
巴图张嘎一家三口2009年5月26日持有效护照和签证前往蒙古国，抵达蒙古后到联合国难民署驻乌兰巴托办事机构递交了政治庇护申请。难民机构当时接受了他们的申请，并于5月29日给巴图张嘎一家人签发了为期3个月的联合国难民申请人被准许逗留在蒙古的寻求庇护者证，等待政治难民审理的结果。
乌兰巴托联合国难民机构三个月后向巴图张嘎签发了第二份寻求避难者证，有效期至2009年10月26日。10月3日，巴图张嘎一家人突然被中国警方从乌兰巴托带回中国。巴图张嘎认为是难民署和当地警察跟中国警方串通，将他出卖。